# Gorgīān
Gorgīān (persiska: گُركيان, Gorkīān, گرگیان) är en ort i Iran.   Den ligger i provinsen Kohgiluyeh och Buyer Ahmad, i den centrala delen av landet, 500 km söder om huvudstaden Teheran. Gorgīān ligger 1 366 meter över havet och antalet invånare är 134.
Terrängen runt Gorgīān är bergig åt sydväst, men åt nordost är den kuperad. Gorgīān ligger nere i en dal. Runt Gorgīān är det ganska tätbefolkat, med 75 invånare per kvadratkilometer. Närmaste större samhälle är Ḩeydarābād-e Soflá, 7,9 km sydost om Gorgīān. Omgivningarna runt Gorgīān är i huvudsak ett öppet busklandskap.